# 쓰바메 (열차)
쓰바메 또는 츠바메(일본어: つばめ)는 2004년부터 큐슈여객철도가 운영하는 큐슈신칸센에서 운행개시된 고속열차이다. 열차 등급을 표시하는 고유색은 하늘색이다. 쓰바메의 경우 일본어로 제비를 의미한다.

## 역사

### 특급열차 시절
쓰바메 등급이 최초로 운행하기 시작한 시기는 1930년 10월 1일에 신설된 노선으로 도쿄에서 고베를 연결하는 특급열차로 신설되었다. 1931년 12월에 신설된 노선으로 도쿄에서 오사카를 연결하는 임시열차를 운행했다. 1934년 12월에 니나 터널의 개통으로 아타미로 변경되었다.
1936년에 최초로 냉방차를 도입했는데 이는 35계 객차를 도입한 것이다. 1937년에 동일한 구간을 운행한 가모메를 신설했다. 1940년에 식당차에 냉방차 사용이 중지되었다. 1942년에 부정기 열차가 폐지되었다가 1943년에 태평양 전쟁으로 인해 가모메는 오사카로 단축 운행했으나 이 열차는 폐지되었다.

### 일본국유철도시절
쓰바메 등급이 두 번째로 운행하기 시작한 시기는 1949년 9월에 도쿄에서 오사카을 연결하는 헤이와(일본어: 平和島)란 특급열차로 신설되었다. 1950년에 쓰바메로 명칭이 변경되었다. 1956년에 도카이도 본선이 복선 전철화가 완료되면서 소요 시간이 7시간 단축되었다. 1960년에 151계 차량을 도입했다. 1961년에 특급열차 등급으로 승격되었다. 1962년에 왕복 1회 운행 시 히로시마로 연장되었다. 1964년에 도카이도 신칸센이 개통되면서 도쿄 ~ 신오사카 구간이 단축되었고 그와 동시에 하카타까지 연장되면서 신오사카 ~ 하카타 구간을 오가는 특급열차가 되었다.
1965년에 나고야까지 연장되었다. 1968년에 581계, 583계 차량이 도입되었다. 1972년에 산요 신칸센 오카야마까지 연장 개통되면서 오카야마 ~ 구마모토, 하카타를 오가는 열차로 운행했다. 1973년에 니시가고시마로 연장되었다가 1975년에 산요 신칸센이 전 구간 개통과 동시에 폐지되었다.

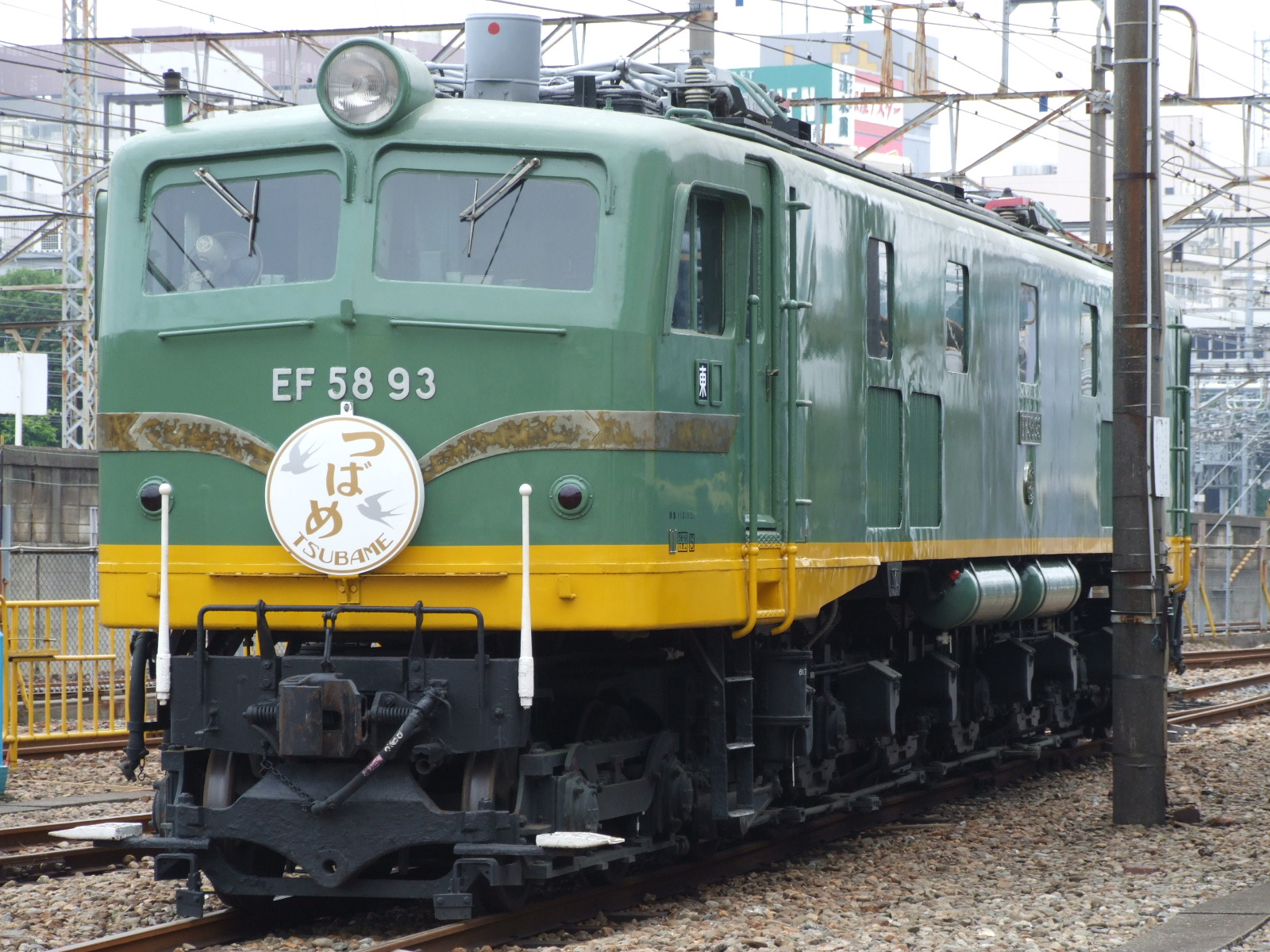
EF58형 차량

### 큐슈여객철도시절
쓰바메 등급이 세 번째로 운행하기 시작한 시기는 1992년 7월 15일에 가고시마추오에서 하카타와 모지코를 오가는 특급열차가 신설했다. 783계, 787계 차량을 운행했다. 1993년에 다이야 개정으로 783계 차량은 하카타로 단축이 되었고 787계를 이용한 드림 츠바메(일본어: ドリームつばめ)가 신설되었다. 1994년에 식당차 운영이 시작되었다.
1995년에 구마모토 시종착이 폐지되었다. 1996년에 드림 츠바메(일본어: ドリームつばめ)의 모든 열차가 787계로 변경했다. 1997년에 왕복 1회 증편되었다. 1999년에 9량 편성과 7량 편성에서 7량 편성과 6량 편성으로 감축되었다. 2000년에 쓰바메 102호
열차가 키라메키로 분리되었다. 2002년에 큐슈신칸센 개통에 따라 하카타 ~ 신야츠시로를 잇는 릴레이 쓰바메(일본어: リレーつばめ)가 신설했다. 2003년 2월에 식당차 영업이 종료되었다. 2005년에 릴레이 쓰바메(일본어: リレーつばめ) 열차에 그린샤를 도입했다.
2006년에 왕복 1회 운행 시 신미나마타로 연장되었다. 2007년에 고쿠라에서 모지코로 변경과 동시에 전 차량 금연석이 되었다. 2010년에 누적 이용객이 2천만명을 달성했다. 2011년 큐슈신칸센 전 구간 개통과 동시에 릴레이 쓰바메(일본어: リレーつばめ)가 운행이 종료되었다.

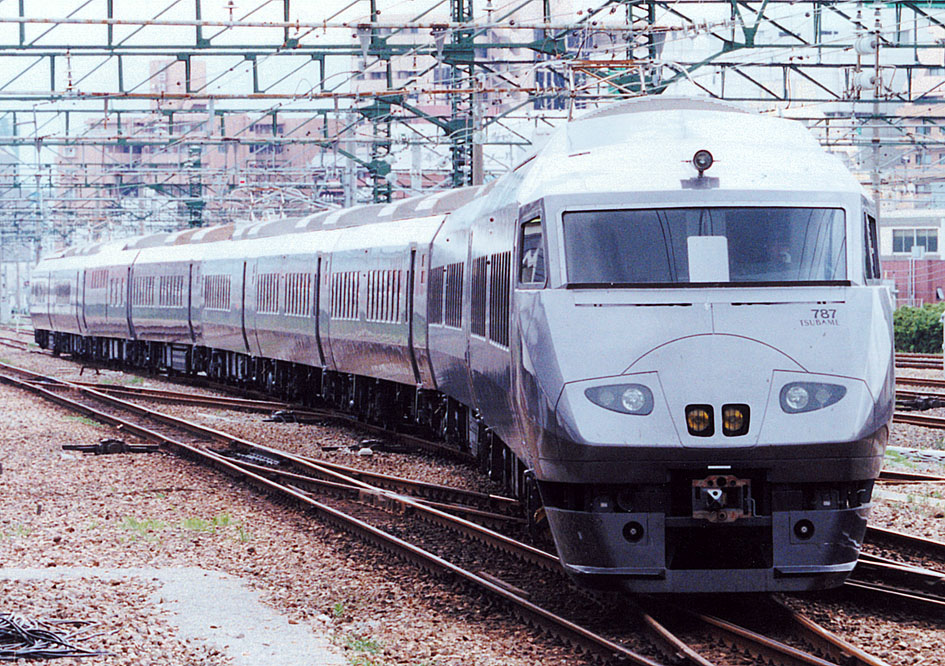
787계 차량
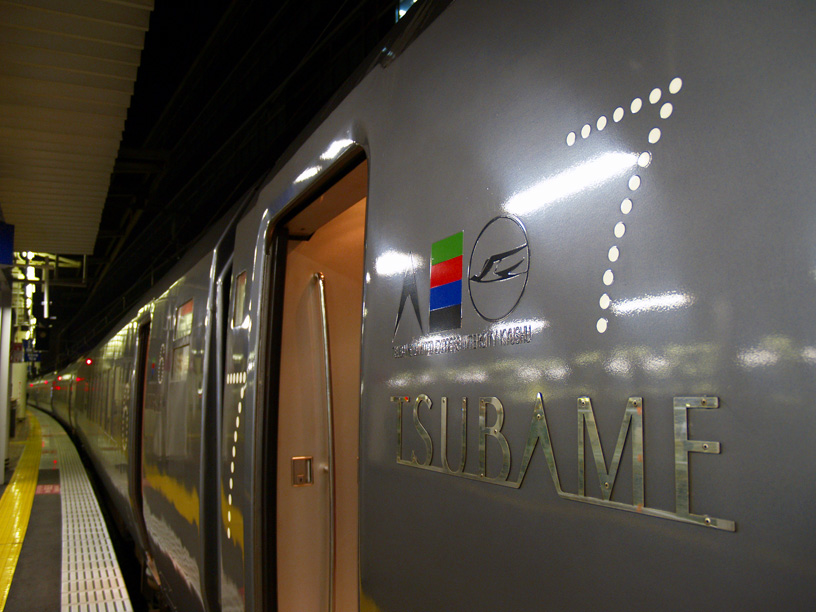
릴레이 쓰바메 로고

### 신칸센 시절
쓰바메 등급이 네 번째로 운행하기 시작한 시기는 2003년 공모전 끝에 츠바메(일본어: つばめ)로 선정이 되었고 2004년에 큐슈 신칸센이 개통되면서 신칸센 등급으로 전환되었다. 당시 신야츠시로 ~ 가고시마추오간 운행했다. 2006년에 왕복 1회 운행 시 신미나마타로 연장되었다. 2007년에 큐슈신칸센 개통 이후 천만명 승객이 돌파에 이어 2010년에 연간 누적 이용객이 2천만명을 돌파했다. 2011년에 큐슈신칸센이 전 구간 개통되면서 동시에 최하 등급이 되었다.
2012년 3월에 다이야 개정으로 산요 신칸센과 직결 운행을 시작하면서 고쿠라까지 연장되었다가 2013년 3월 다이야 개정으로 산요 신칸센 직결 노선이 폐지되었다. 2016년 구마모토 지진으로 큐슈신칸센 전 노선이 운행이 중단되었다가 같은 해 7월부터 정상 운행에 들어갔다. 2017년 3월 다이야 개정으로 왕복 1회 운행 시 산요 신칸센과 다시 직결 운행을 시작했다.

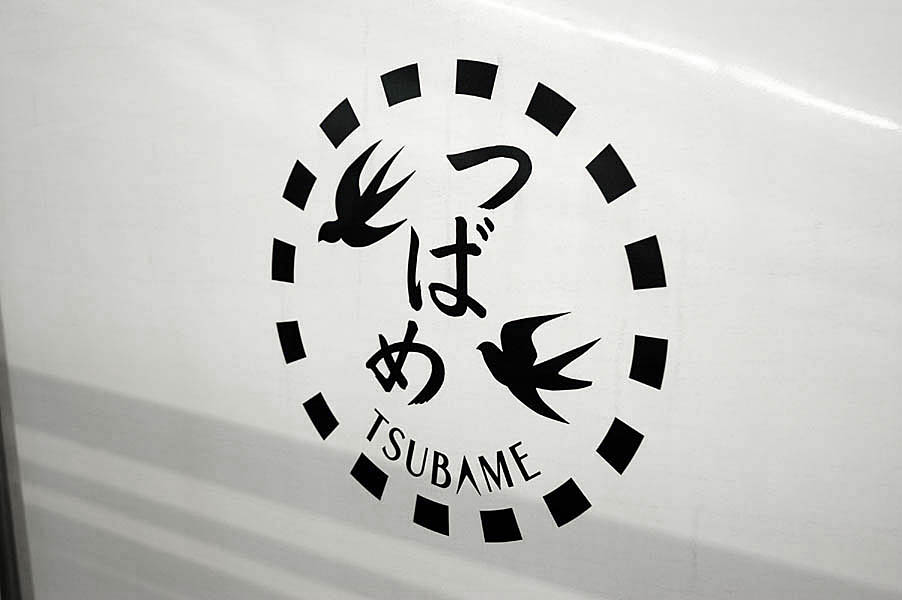
쓰바메 로고
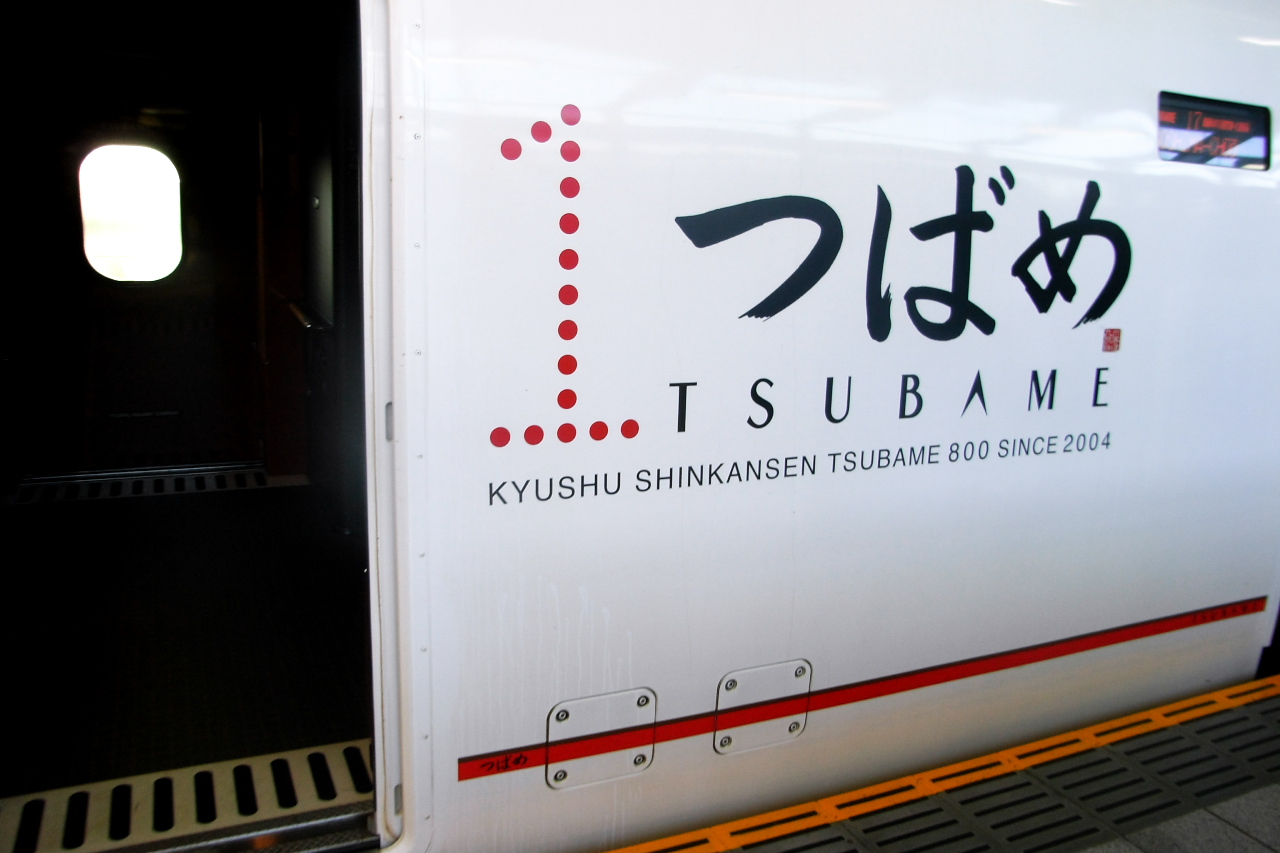
쓰바메 로고 및 행선지
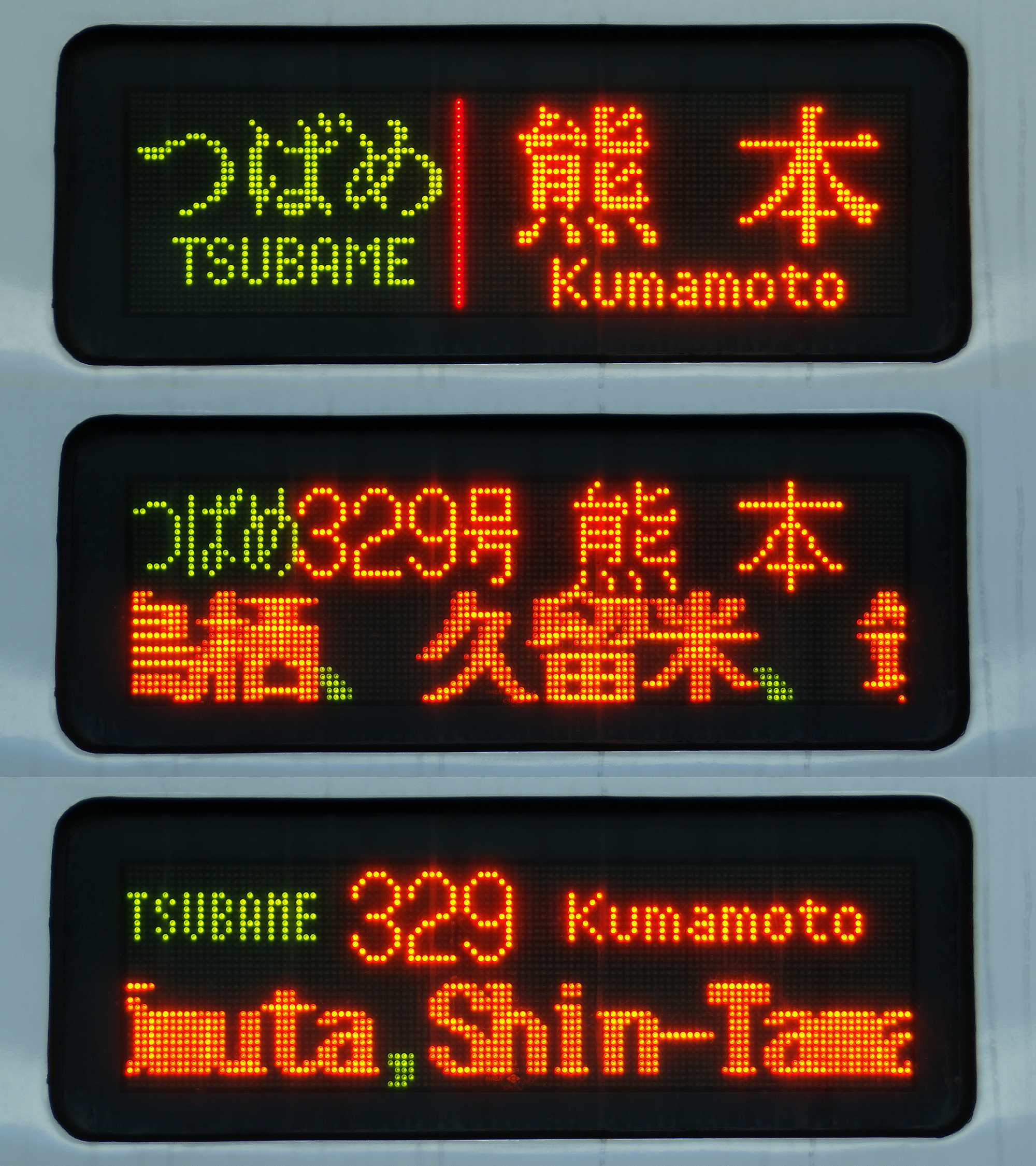
쓰바메 행선지

## 운행 현황
| 운행 노선   | 열차 번호     | 운행 구간             | 차량         | 비고                         |
| ----------- | ------------- | --------------------- | ------------ | ---------------------------- |
| 산요 & 큐슈 | 300호 ~ 357호 | 하카타 ~ 가고시마추오 | N700계 800계 | 306호의 경우 고쿠라까지 운행 |

## 정차역
| 하행 1회 상행 1회                                                 |    | ● | ● | ● | ● |   |   |   |   |   |   |   |   | 하루 2회 왕복 운행 |
| 하행 23회 상행 20회                                               | ●1 | ● | ● | ● | ● | ● | ● | ● |   |   |   |   |   | 왕복 43회 운행     |
| 하행 2회 상행 6회                                                 |    | ● | ● | ● | ● | ● | ● | ● | ● | ● | ● | ● | ● | 하루 8회 왕복 운행 |
| 하행 2회 상행 1회                                                 |    |   |   |   |   |   |   | ● | ● | ● | ● | ● | ● | 하루 3회 왕복 운행 |
| 하행 1회 상행 1회                                                 |    |   |   |   |   |   |   |   |   |   |   | ● | ● | 하루 2회 왕복 운행 |
| 1 하루 1회 하카타 방면 운행 시 편도로 운행하며 구마모토 시착이다. |    |   |   |   |   |   |   |   |   |   |   |   |   |                    |
| ●＝정차；■＝일부 정차；↔＝통과                                    |    |   |   |   |   |   |   |   |   |   |   |   |   |                    |

## 운행 열차

### 현재 운행하는 열차
- N700계 7000번대
- N700계 8000번대
- 800계

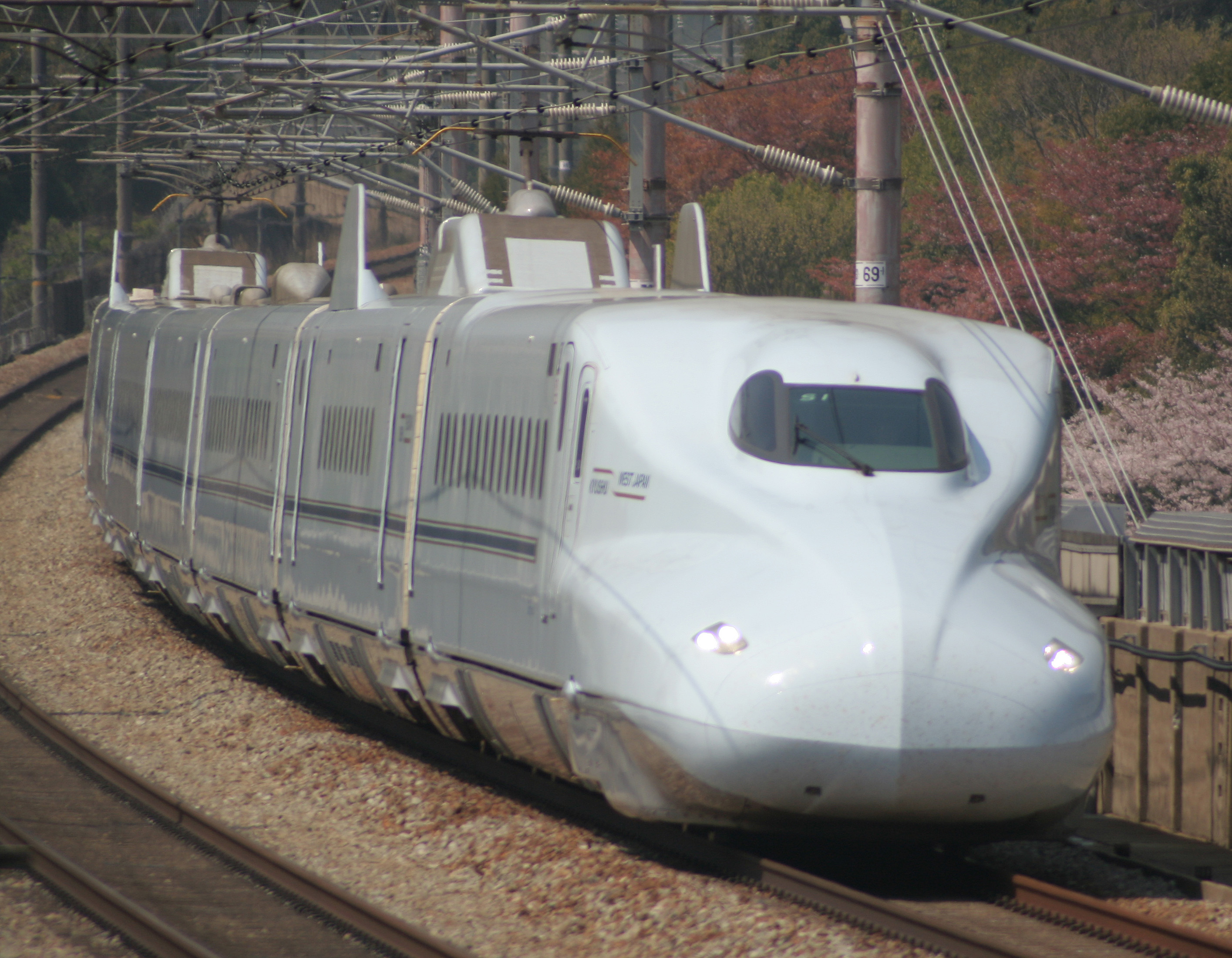
신칸센 N700계 7000번대
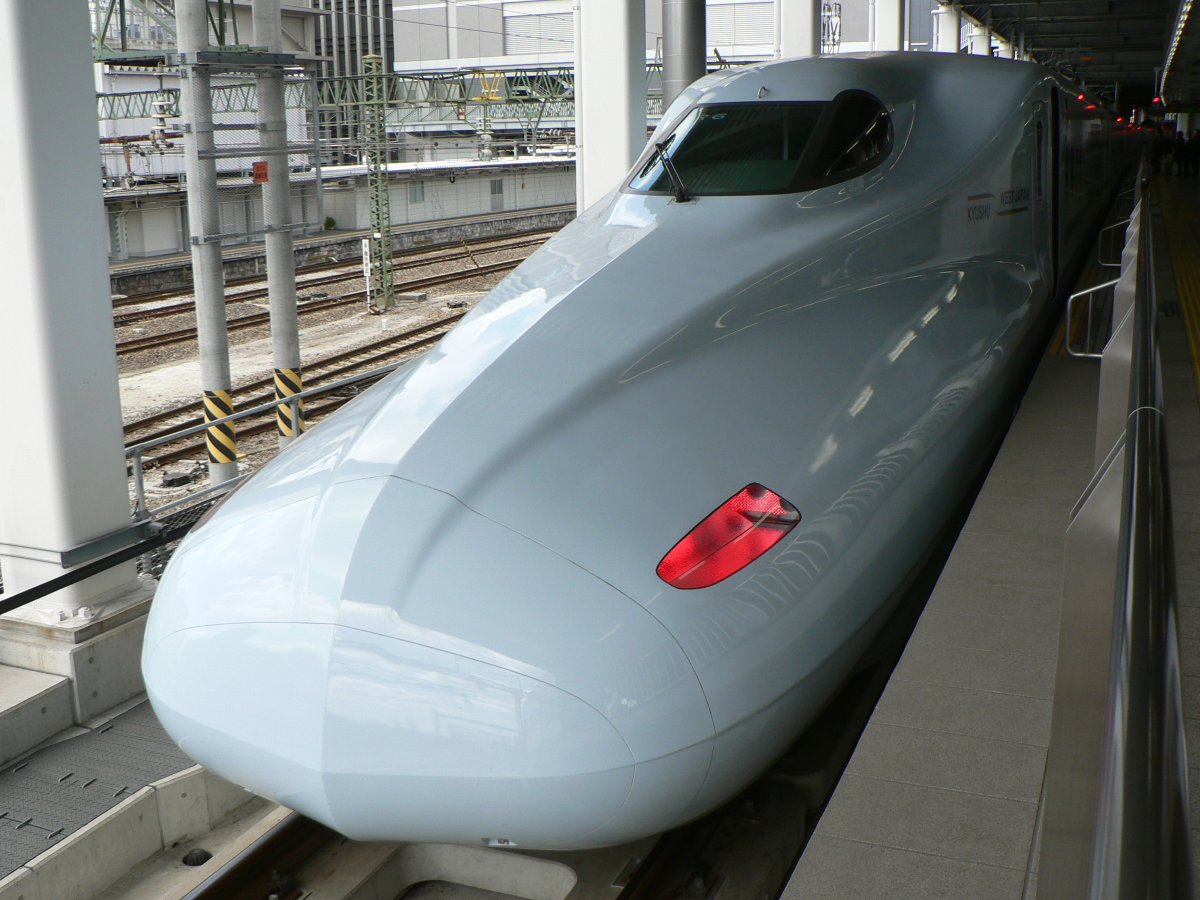
신칸센 N700계 8000번대
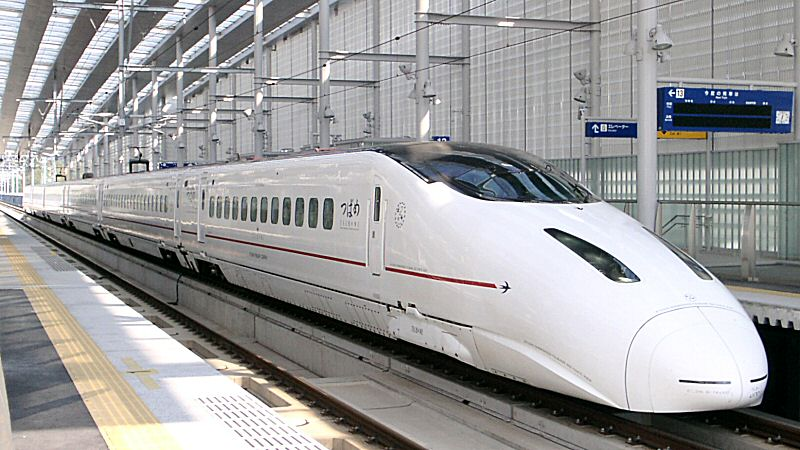
신칸센 800계

### N700계

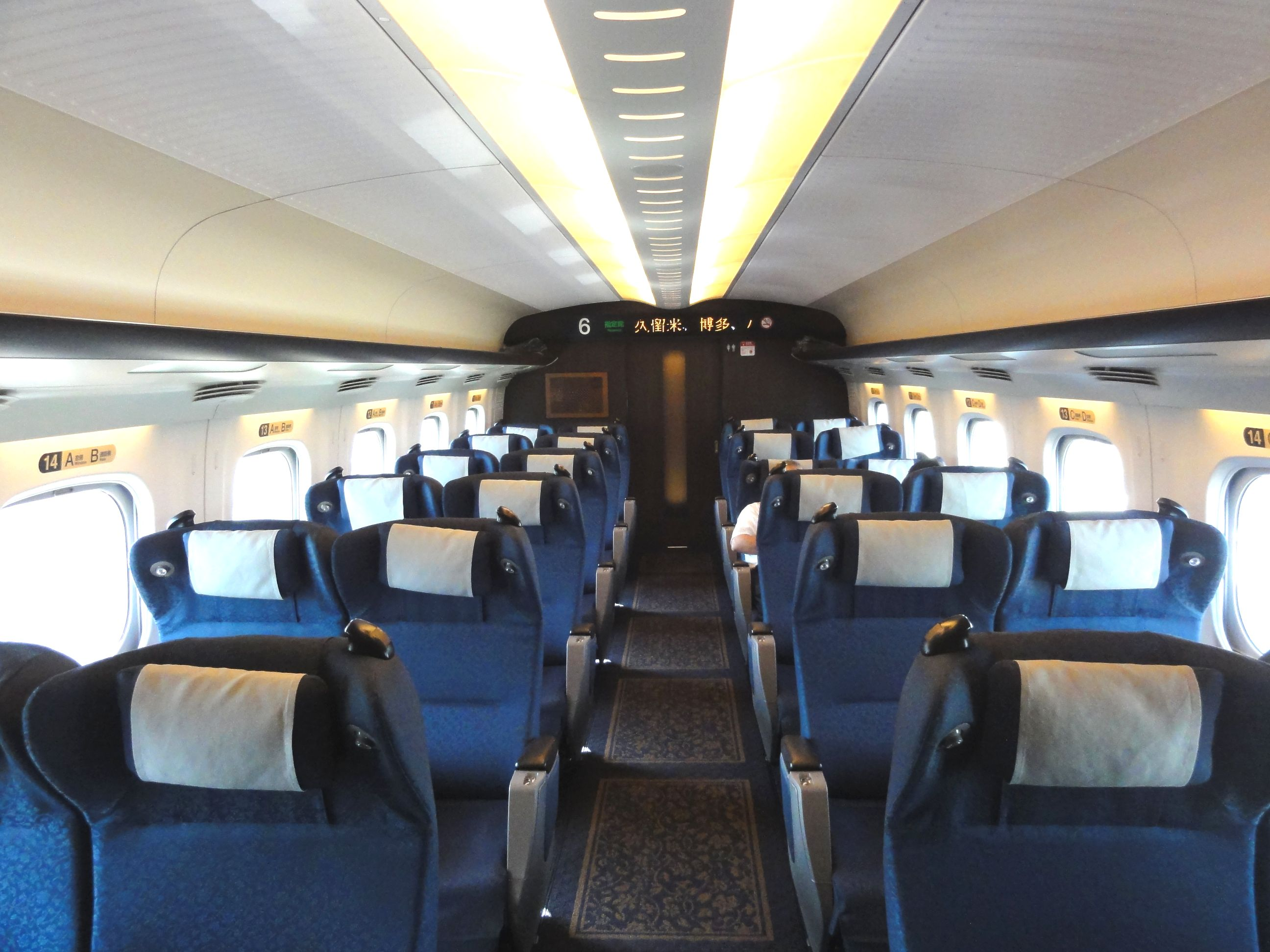
6호차 그린차
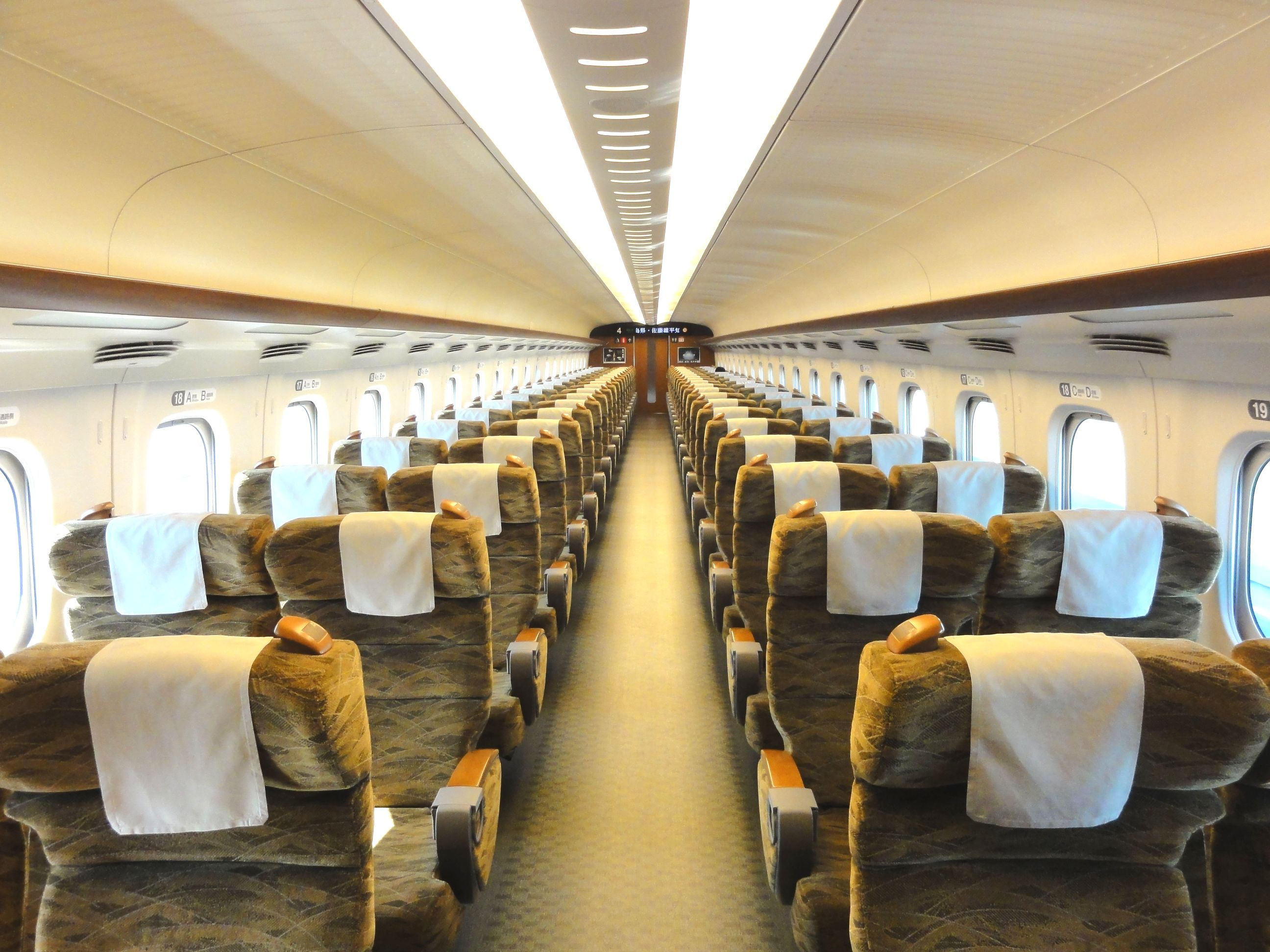
4호차 좌석
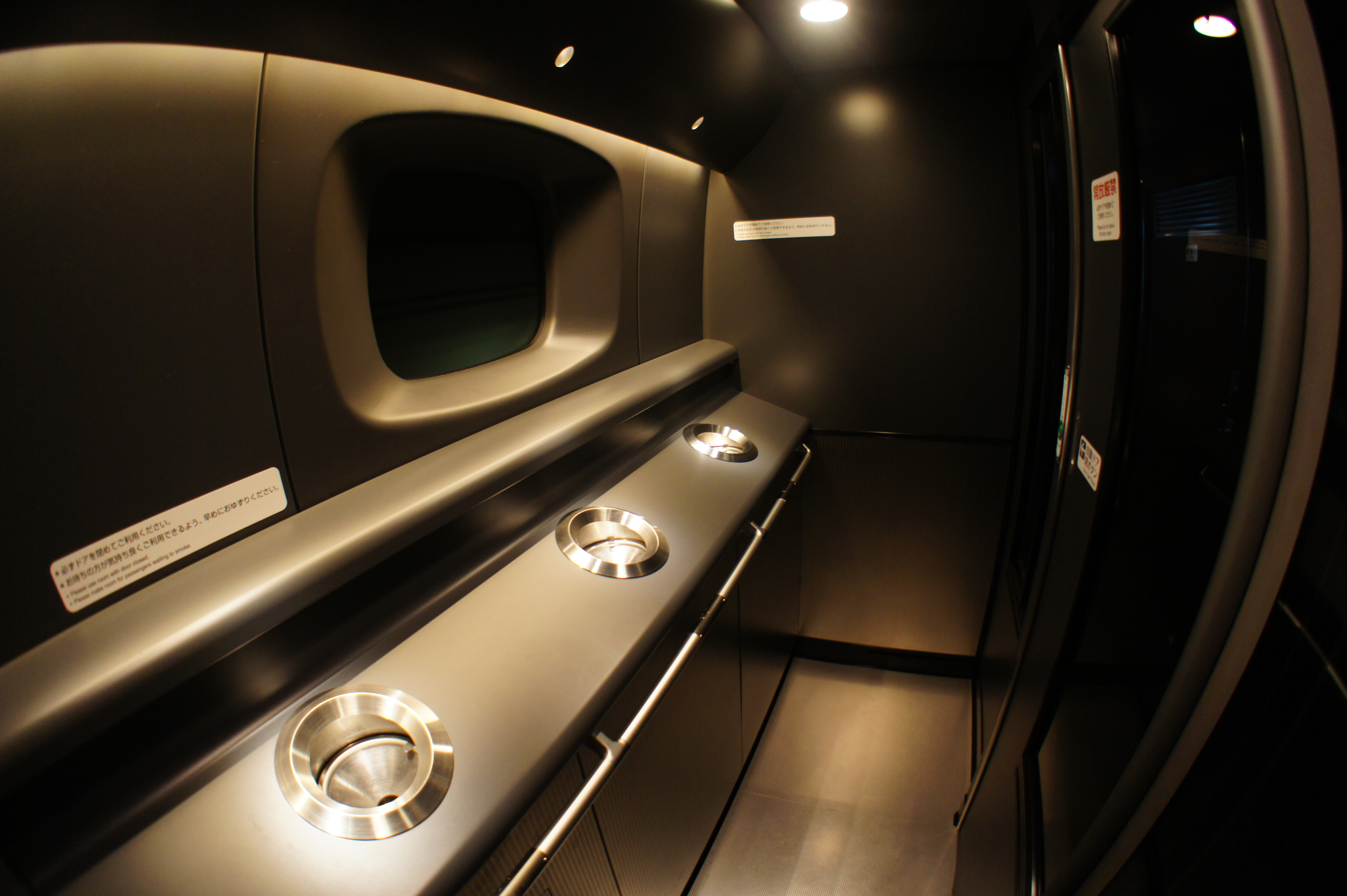
흡연석

### 800계

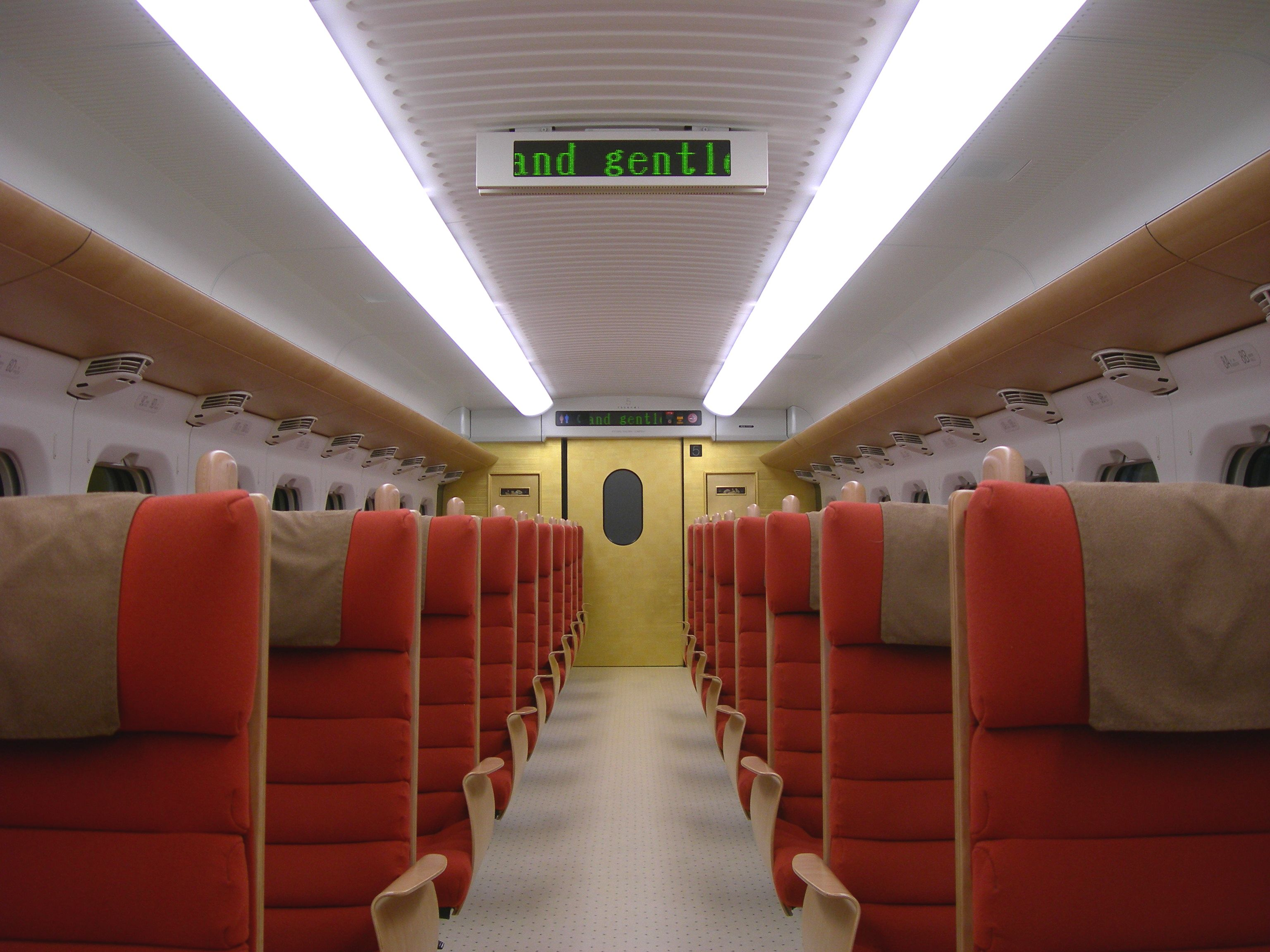
5호차 좌석
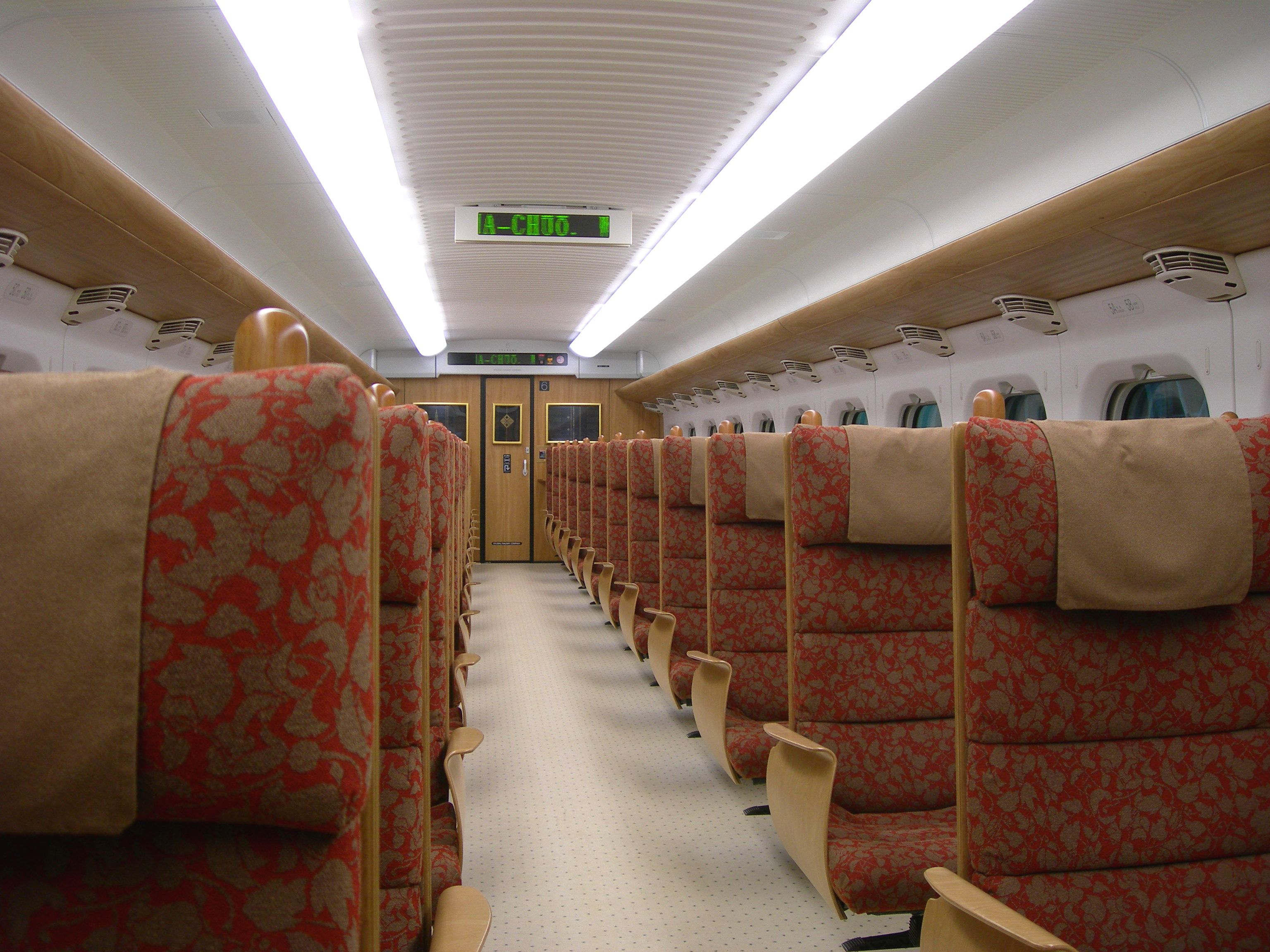
6호차 좌석

### 퇴역 및 과거 운행 열차
일본국유철도 시절
- 151계
- 581계
- 583계

큐슈여객철도 시절

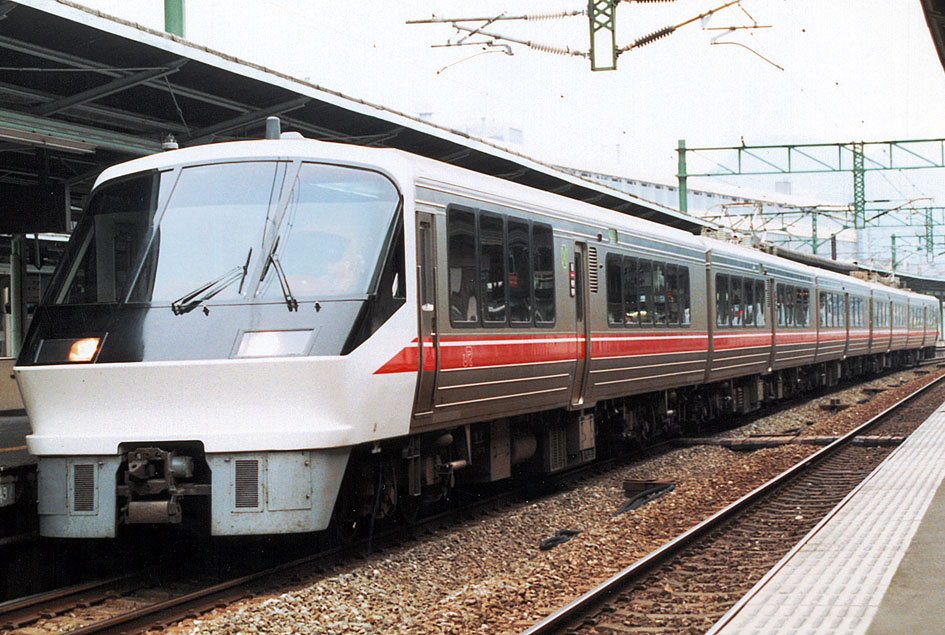
783계
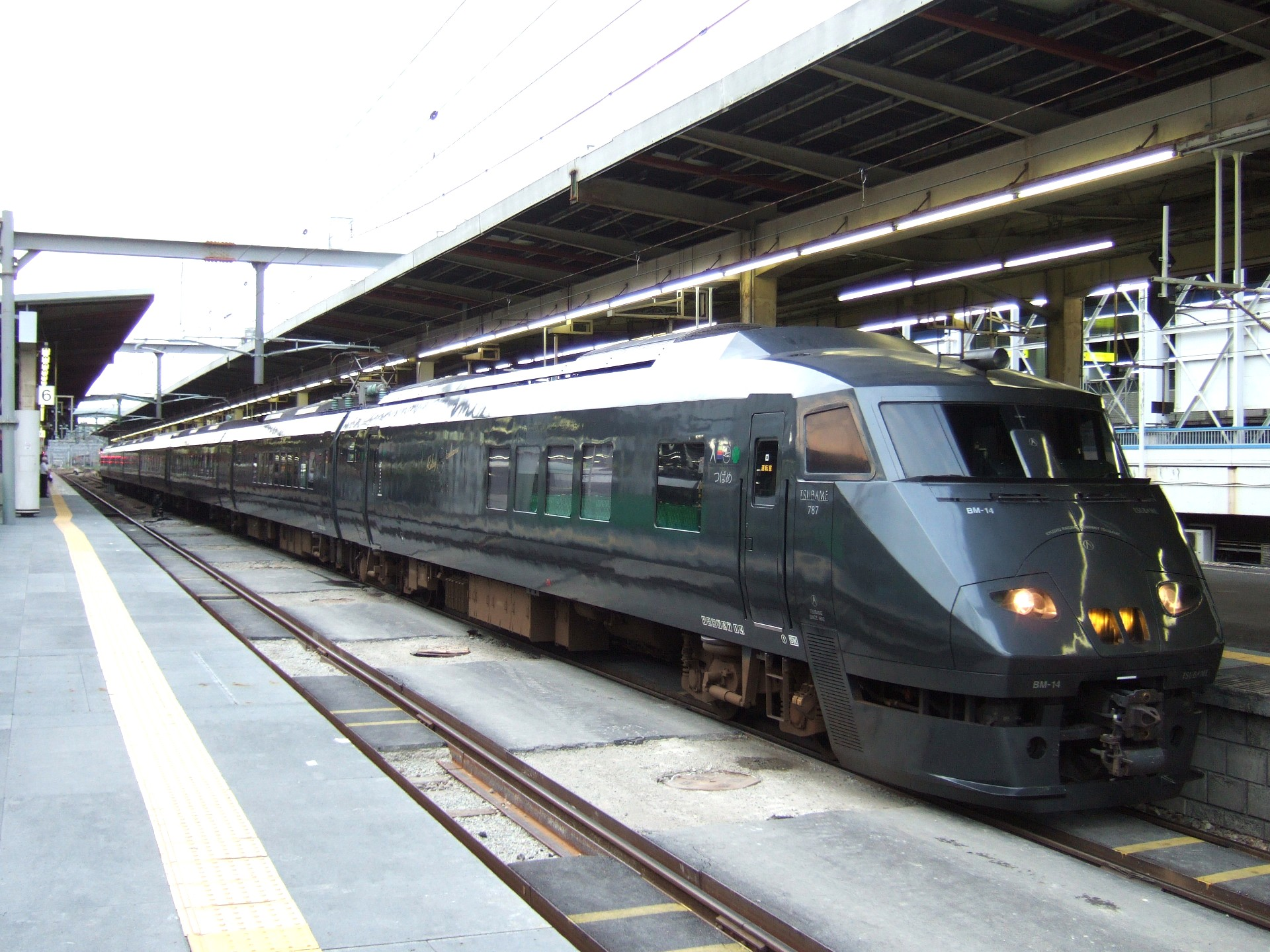
787계

- 783계
- 787계

## 객차 구성

### N700계[11]
| 호차 | 1      | 2      | 3                  | 4      | 5      | 6      | 7                         | 8      |
| ---- | ------ | ------ | ------------------ | ------ | ------ | ------ | ------------------------- | ------ |
| 좌석 | 자유석 | 자유석 | 자유석             | 지정석 | 지정석 | 그린차 | 지정석                    | 지정석 |
| 시설 | 화장실 |        | 흡연실 화장실 전화 |        |        |        | 흡연실 화장실 장애인 좌석 | 전화   |

- 6호차 그린차
- 4호차 좌석
- 흡연석

### 800계[11]
| 호차 | 1      | 2      | 3      | 4      | 5           | 6      |
| ---- | ------ | ------ | ------ | ------ | ----------- | ------ |
| 좌석 | 자유석 | 자유석 | 자유석 | 지정석 | 지정석      | 지정석 |
| 시설 |        | 전화   |        |        | 장애인 좌석 |        |

- 5호차 좌석
- 6호차 좌석